# Antti Hyvärinen
Antti Abram Hyvärinen (21. června 1932 Rovaniemi – 13. ledna 2000 Bad Nauheim) byl finský skokan na lyžích.
Na olympijských hrách v Cortině d'Ampezzo roku 1956 vyhrál závod na středním můstku. Stal se tak prvním olympijským vítězem ve skocích na lyžích, který nebyl Nor. Na zahajovacím ceremoniálu her v Cortině byl také vlajkonošem finské výpravy. V roce triumfu v Cortině byl rovněž vyhlášen finským sportovcem roku. Jeho nejlepším výsledkem na mistrovství světa bylo páté místo. V roce 1954 se stal mistrem Finska. Roku 1957 po pádu utrpěl zranění, krátce poté ukončil závodní kariéru. V letech 1960–1964 působil jako trenér finské skokanské reprezentace. Zemřel v Německu během cesty do vlasti ze Španělska.